# Hans Ekelund
För andra betydelser, se Hans Ekelund (olika betydelser).
Hans Ekelund, född 1 april 1940 i Lidköping, död 2004 i Jönköping, var en svensk ämbetsman.
Hans Ekelund utbildade sig till skogsmästare och tog examen från Skogsmästarskolan 1967. Han anställdes 1967 som skogstekniker på Statens lantmäteriverk och arbetade sedan på Skogsvårdsstyrelsen 1967–1973. Han var byråchef på Skogsstyrelsen 1974–1987, skogsvårdschef på Skogsvårdsstyrelsen 1987–1988, avdelningschef på Skogsstyrelsen 1988–1990 och generaldirektör 1991–1994.